# روضة البابا
روضة البابا
هو فيلم أمريكي أنتج سنة 2003 وهو من بطولة:إيدي ميرفي وستيف زان وإيل فانينغ
روضة البابا  (بالإنجليزية: Daddy Day Care)‏ هو فيلم كوميدي أمريكي أنتج عام 2003, ترشح لـ 8 جوائز أوسكار فاز بإثنتين منها. والفيلم من بطولة إيدي ميرفي. و ستيف زان

## القصة
يجد أب نفسه عاطلا عن العمل الذي أدى دوره إيدي ميرفي ومن ثم يجد لنفسه حلا في حياته. ألا وهو فتح روضة للأطفال في منزله. ولكن سرعان مايجد نفسه محاصرا بين مديرة صعبة المراس وبين مشاكل عديدة أخرى فيستعين بإثنين من صديقيه ليساعدوه في مهمته.

## روابط خارجية
- روضة البابا على موقع IMDb (الإنجليزية)
- روضة البابا على موقع ميتاكريتيك (الإنجليزية)
- روضة البابا على موقع روتن توميتوز (الإنجليزية)
- روضة البابا على موقع نتفليكس (الإنجليزية)
- روضة البابا على موقع قاعدة بيانات الأفلام العربية
- روضة البابا على موقع ألو سيني (الفرنسية)
- روضة البابا على موقع Turner Classic Movies (الإنجليزية)
- روضة البابا على موقع أول موفي (الإنجليزية)
- روضة البابا على موقع بوكس أوفيس موجو (الإنجليزية)
- روضة البابا على موقع فيلمافينيتي (الإسبانية)